# Vanellus crassirostris
La avefría palustre (Vanellus crassirostris) es una especie de ave charadriforme en la familia Charadriidae nativa del África subsahariana.

## Distribución
Se distribuye a través de Angola, Botsuana, Burundi, Camerún, Chad, República Democrática del Congo, Etiopía, Kenia, Malaui, Mozambique, Namibia, Nigeria, Ruanda, Sudáfrica, Sudán, Sudán del Sur, Tanzania, Uganda, Zambia y Zimbabue.

## Subespecies
Se reconocen dos subespecies:
- V. c. crassirostris (Hartlaub, 1855), desde Nigeria y el sur de Sudán en el norte, al este de República Democrática del Congo y el norte Tanzania en el sur;
- V. c. leucopterus Reichenow, 1889, desde el sur de la República Democrática del Congo y Malaui hasta Botsuana y el noreste de Sudáfrica.